# Cree

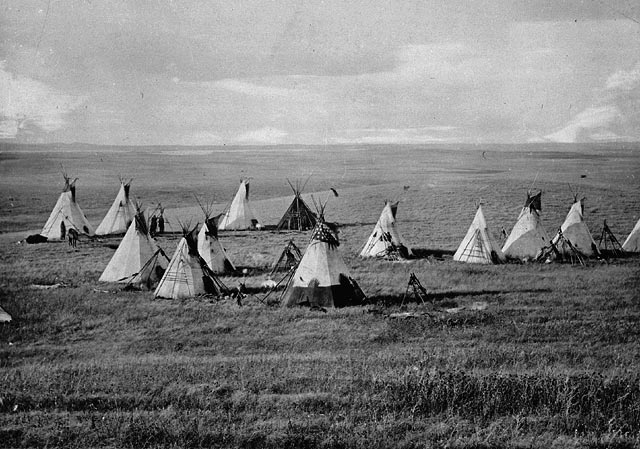
Campamento cri Vermilion (Alberta), septiembre de 1871.
Foto: Charles Horetzky, Biblioteca y Archivos de Canadá: C-005181.

El pueblo cree (o cri, según algunas traducciones a la lengua española) es una nación amerindia de América del Norte. Los pueblos cree han migrado hacia el oeste de Canadá a lo largo del tiempo, fuertemente asociada con sus roles como comerciantes y cazadores en el comercio de pieles de América del Norte. La mayoría de los crees eran indígenas de los bosques orientales, mientras que aquellos que viven en Saskatchewan y en el sur de Alberta eran indígenas de las praderas.  
En Canadá, más de 350.000 personas son nativos cree o tienen ascendencia cree, lo que la convierte en una de las Naciones Originarias de Canadá más grandes del país. La mayor proporción de cree en Canadá vive al norte y al oeste del lago Superior, en Ontario, Manitoba, Saskatchewan, Alberta y los Territorios del Noroeste. Alrededor de 27.000 viven en la provincia de Quebec.
En los Estados Unidos, el pueblo cree ha vivido desde el lago Superior hacia el oeste. Hoy en día, viven principalmente en Montana, donde comparten la reserva india Rocky Boy con el pueblo Ojibwe (Chippewa). 

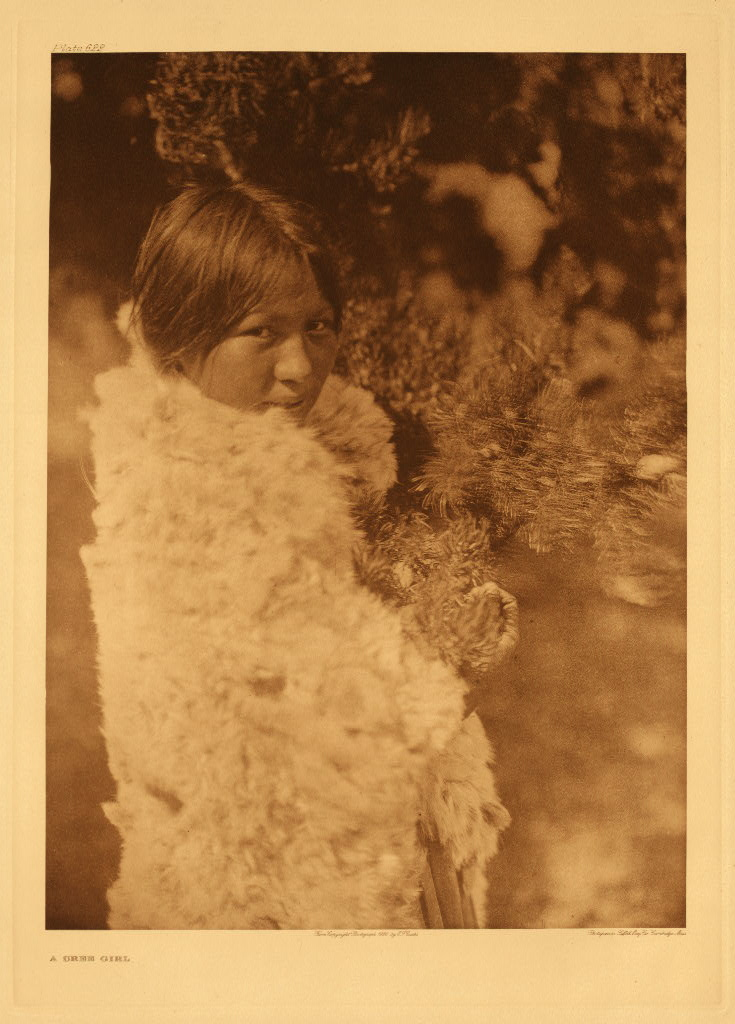
Niña cri (1928).

Los crees son mencionados en el sencillo Run to the Hills de la banda británica de heavy metal Iron Maiden, que narra la colonización de los pueblos norteamericanos.

## Etimología
El nombre "Cree" deriva del exónimo del idioma algonkiano Kirištino˙, que los Ojibwa usaban para las tribus que existían alrededor de la Bahía de Hudson. Los colonos y exploradores franceses, deletrearon el término de varias maneras: Kilistinon, Kiristinon, Knisteneaux, Cristenaux y Cristinaux. Se utilizó el término para numerosas tribus que encontraban al norte del lago Superior, en Manitoba, y al oeste. Los franceses utilizaron estos términos para referirse a varios grupos de pueblos de Canadá, algunos de los cuales ahora se distinguen mejor como Anishinaabe (Ojibwa), que hablan dialectos diferentes a los algonquinos.
Entre los Cree y dependiendo de la comunidad, pueden llamarse a sí mismos con los siguientes nombres: nēhiyawak, nīhithaw, nēhilaw y nēhinaw; o bien ininiw, ililiw, iynu (innu), o iyyu. Estos nombres se derivan del autónimo histórico nēhiraw, de significado incierto, o del autónimo histórico iriniw (que significa "persona"). Los cree que utilizan este último autónimo suelen ser los que viven en los territorios de Quebec y Labrador. 

## Historia
La banda del Oso Grande, en Saskatchewan, fue la última banda de los indígenas de las llanuras en entrar en una reserva y el único grupo en mantener un conflicto violento con las autoridades canadienses en la Rebelión del Noroeste. Muchos de los actuales caudillos canadienses nativos, como Ovide Mercredi, jefe de la Asamblea de las Primeras Naciones de Canadá, son originarios de este pueblo.
En Quebec, tras una larga lucha con los gobiernos provinciales y federales, los crees que viven en el área de la bahía de James aceptaron una compensación financiera por la confiscación de la parte de la isla que quedó inundada por el gran proyecto hidroeléctrico del norte de Quebec. Utilizaron parte de los fondos para comprar una compañía aérea, lo que convierte a los crees en el único pueblo indio que posee sus propias líneas aéreas. En 1980 se opusieron con éxito a la construcción de la segunda fase del proyecto hidroeléctrico de la bahía de James.
Debido al gran número de hablantes de la lengua cri, esta tiene hoy un amplio uso. En cri se publican revistas, libros y diarios e incluso se utiliza en programas informáticos.

## Idioma
Debido a los numerosos dialectos de la lengua cree, las bandas no tienen ningún autónimo colectivo moderno. Los Plains Cree y Attikamekw se refieren a sí mismos utilizando formas modernas del histórico nêhiraw, a saber, nêhiyaw y nêhirawisiw, respectivamente. Moose Cree, East Cree, Naskapi y Montagnais se refieren a sí mismos utilizando formas dialectales modernas del iriniw histórico, que significa "hombre". Moose Cree usa la forma ililiw, la costa este del Cree y Naskapi usan iyiyiw (escrito de diversas formas iiyiyiu, iiyiyuu, y eeyou), el interior del Este del Cree usa iyiniw (escrito de diversas formas iinuu y eenou), y los montañeses usan ilnu y innu, dependiendo del dialecto. Los cree utilizan "Cree", "cri", "Naskapi o "montagnais" para referirse a su gente sólo cuando hablan francés o inglés.

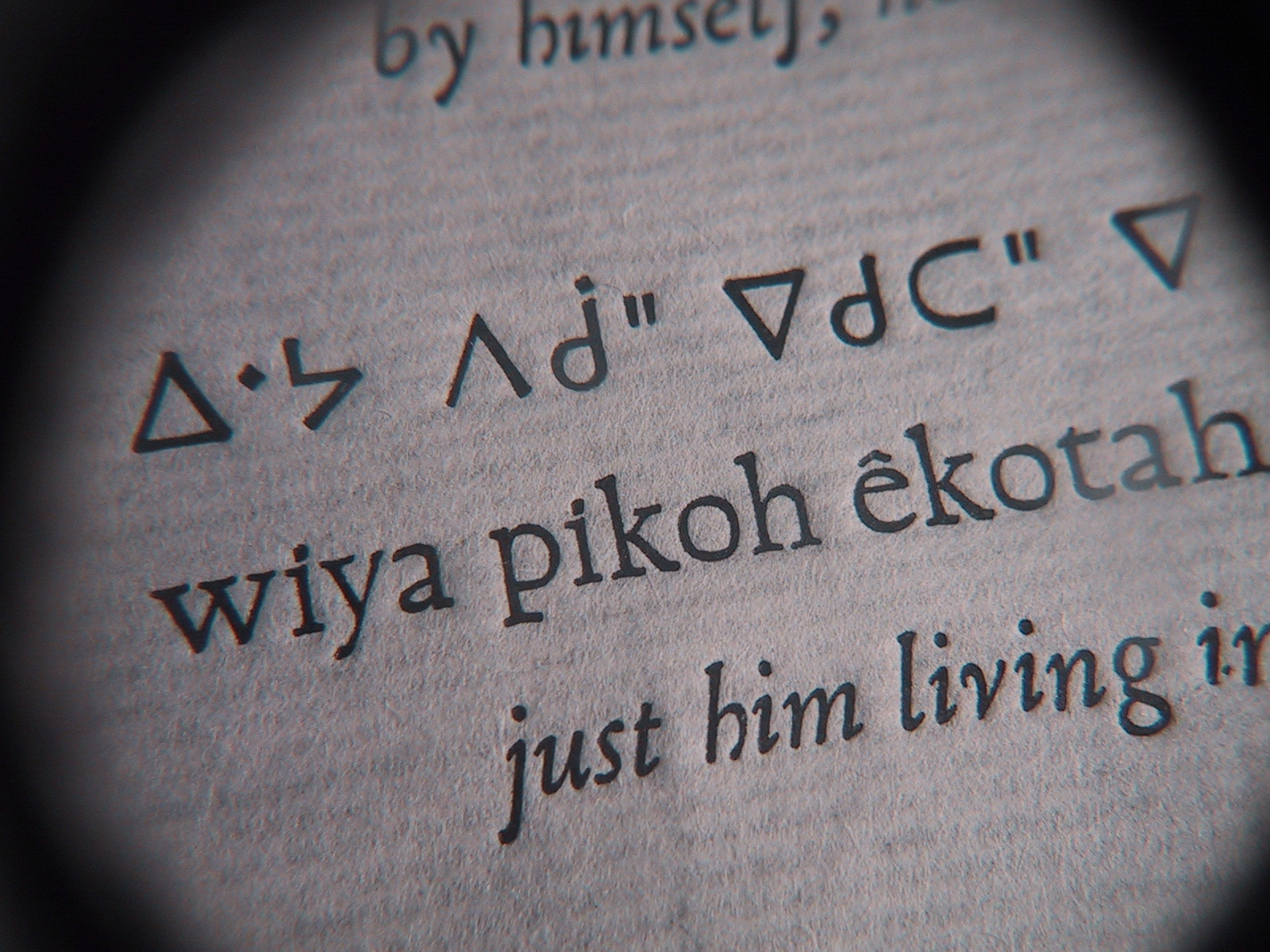
Lengua cree.

## Identidad y etnia

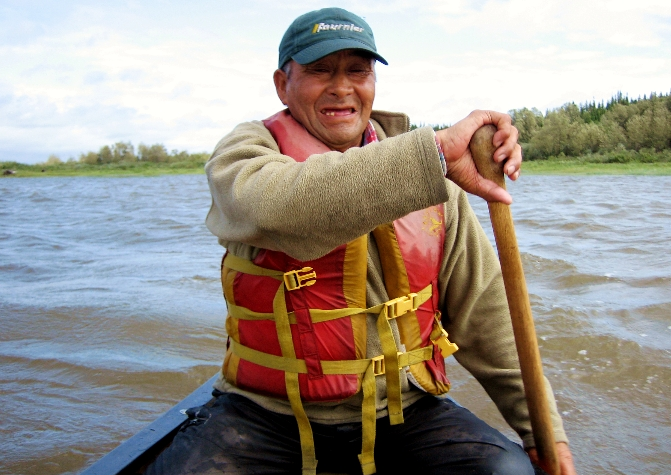
Indígena cri, Old Nemaska 2006 (foto: André Perron).

### En Canadá
Los Cree son el grupo más grande de Primeras Naciones de Canadá, con 220.000 miembros y 135 bandas registradas. En conjunto, sus tierras de reserva son las más grandes de cualquier grupo de Primeras Naciones del país. La banda Cree más grande y la segunda Banda de las Primeras Naciones más grande de Canadá después de los Iroqueses de las Seis Naciones es la Banda Lac La Ronge en el norte de Saskatchewan.
Dada la aceptación tradicional Cree de los matrimonios mixtos, los académicos reconocen que todas las bandas son, en última instancia, de herencia mixta donde el multilingüismo y el multiculturalismo eran la norma. En Occidente, las bandas mixtas Cree, Saulteaux y Assiniboine, suelen ser todos aliados de la Confederación de Hierro. Sin embargo, en los últimos años, a medida que las lenguas indígenas han disminuido en todo el oeste de Canadá, donde alguna vez se hablaban tres lenguas en una reserva determinada, es posible que ahora solo haya una. Esto ha llevado a una simplificación de la identidad y se ha puesto "de moda" que las bandas en muchas partes de Saskatchewan se identifiquen como "Cree de las Planicies" a expensas de una historia mixta Cree-Salteaux. También existe una tendencia entre las bandas a recategorizarse como "Cree de las Planicies" en lugar de Cree del Bosque o Cree de los Pantanos. Esto se debe en parte a la fascinación de la cultura dominante por la cultura india de las llanuras, así como al mayor grado de estandarización escrita y prestigio que disfrutan los cree de las llanuras sobre otros dialectos cree. 
Los Métis  (del francés, Métis – "de ascendencia mixta") son personas de ascendencia mixta, entre cree y los de ascendencia francesa, inglesa o escocesa. Según <i>Aboriginal Affairs and Northern Development Canada</i>, los métis fueron históricamente hijos de comerciantes de pieles franceses y mujeres cree o, de uniones de comerciantes ingleses o escoceses y mujeres dene del norte (anglo-métis). El Consejo Nacional Métis define a un métis como "una persona que se identifica a sí misma como métis, es distinta de otros pueblos aborígenes, tiene ascendencia histórica de la nación métis y es aceptada por la nación métis". 

### En los Estados Unidos
Hubo un tiempo en que los Cree vivían al norte de Minnesota, Dakota del Norte y Montana. Hoy en día, los cree americanos están inscritos en la tribu Chippewa cree reconocida a nivel federal, ubicada en la reserva india de Rocky Boy, y una minoría como "Cree Sin Tierra" en la reserva india de Fort Peck así como "Cree Sin Tierra" o "Rocky Boy Cree" en la Reserva india de Fort Belknap, toda en Montana. Los Cree chippewa comparten la reserva con la banda Pembina de indios chippewa, que forman la mitad "chippewa" (ojibwa) de la tribu Cree chippewa. En las otras Reservas, la minoría Cree comparte la Reserva con las tribus Assiniboine, gros ventres y Siux. Tradicionalmente, los límites meridionales del territorio Cree en Montana eran el río Misuri y el río Milk.

## Subgrupos y geografía
Los Cri estaban ubicados principalmente en las llanuras de Canadá. Los Cri se dividen en varias tribus diferentes en Saskatchewan y Alberta. El nombre Cri representa un grupo étnico general, sin embargo, hay varias tribus diferentes según la región y el dialecto. Los cree generalmente se dividen en ocho grupos según su dialecto y la región de establecimiento. Estas divisiones no representan necesariamente subdivisiones étnicas dentro del grupo étnico principal:
- Naskapi y Montagnais (conocidos juntos como los innu) son habitantes de una zona a la que refieren como Nitassinan. Sus territorios comprenden la mayor parte de las jurisdicciones políticas actuales del este de Quebec y Labrador. Sus culturas están diferenciadas, ya que algunos de los Naskapi siguen siendo cazadores de caribúes y viven una vida más nómada que muchos de los Montagnais. Los Montagnais tienen más asentamientos. La población total de los dos grupos en 2003 era de unas 18.000 personas, de las cuales 15.000 vivían en Quebec. Sus dialectos e idiomas son los más distintos entre los grupos cree al oeste del lago Superior.
- Los atikamekw son habitantes del área conocida como Nitaskinan (interpretado, "Nuestra Tierra"), en el valle superior del río St. Maurice en Quebec, alrededor de 300 kilómetros (186,4 mi) al norte de Montreal. Su población ronda los 8.000 habitantes.
- Cree del Este - Gran Consejo de los Crees; aproximadamente 18.000 Cree (conocidos como Iyyu en dialecto costero o Iynu en dialecto del interior) ubicados en las regiones de Eeyou Istchee y Nunavik del norte de Quebec.[19]
- Moose Cree - Moose Factory[20] asentados en el noreste de Ontario. Este grupo vive en la isla Moose Factory, cerca de la desembocadura del río Moose, en el extremo sur de la Bahía James.[21]
- Cree del Pantano: este grupo vive en el norte de Manitoba a lo largo de la costa de la Bahía de Hudson y áreas interiores adyacentes al sur y al oeste. En Ontario se ubican a lo largo de la costa de la Bahía de Hudson y la Bahía de James. Algunos también viven en el este de Saskatchewan, alrededor de Cumberland House. Su dialecto tiene 4.500 hablantes.

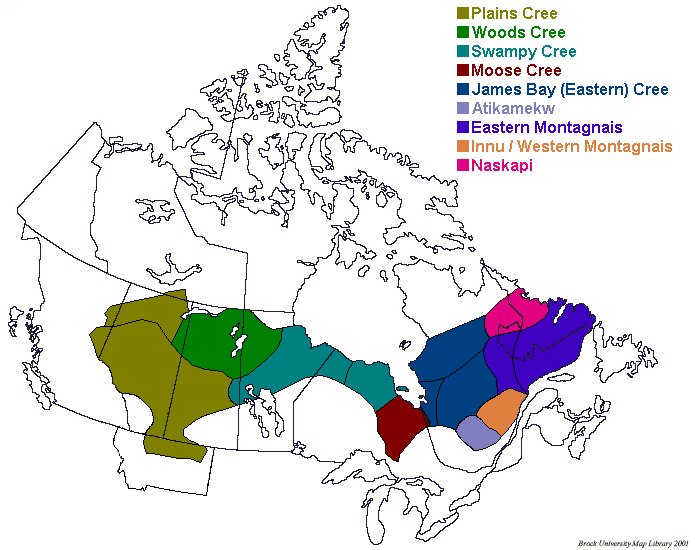
Otro mapa de dialectos cree.

- Otro mapa de dialectos cree. Woodland Cree y Rocky Cree [22]- son un grupo en el norte de Alberta, Manitoba y Saskatchewan.
- Cree de las planicies: con un total de 34.000 personas en Manitoba, Saskatchewan, Alberta y Montana.

### Primer contacto
En Manitoba, los europeos contactaron por primera vez con los cree en 1682, en la desembocadura de los ríos Nelson y Hayes. Era un grupo de la Compañía de la Bahía de Hudson (HBC) que viajó unas 100 millas (160,9 km) tierra adentro. En el sur, en 1732; en lo que hoy es el noroeste de Ontario, Pierre Gaultier de Varennes, señor de La Vérendrye, se congregó con un grupo reunido de 200 guerreros Cree cerca del actual Fuerte Frances, así como con los Monsoni,(una rama de los Ojibwe). Ambos grupos se habían puesto pintura de guerra en preparación para un ataque contra los Dakota y otro grupo de Ojibwe. 

## Religión
La religión Cri creía en un único creador poderoso en el que basaban su ideología y ceremonias. Esta figura no tenía ninguna identidad real y no se le apareció a nadie en visiones ni ese tipo de contacto directo. Sin embargo, este creador todopoderoso se representaba a ciertos individuos a través de varios espíritus, como el oso y el caballo.

### Conversión religiosa
Cuando los europeos comenzaron a establecer colonias en América del Norte, los misioneros se dirigieron entre los pueblos indígenas para difundir su religión. Si bien las tradiciones dentro de las tribus siguieron siendo importantes, los Cri se volvieron más receptivos a las diferentes denominaciones del cristianismo. En 1852, un sacerdote llegó a con planes de vivir con los métis y los Cri. Su objetivo era difundir la fe católica romana en el oeste de Canadá. Durante este tiempo, el sacerdote se familiarizaría con el idioma y la cultura cri, e incluso escribió un diccionario Cri en 1874. Durante los anos 1860 se mudó más al oeste y entraría en contacto con Sweet Grass y su banda. Con las enfermedades y el hambre rampantes en la comunidad Cri, se mostraron más receptivos a las nuevas ideas religiosas. Debido tanto a la comprensión de la cultura Cri como a la creciente desesperación de la banda, el sacerdote pudo convertir a muchos de los Cri a la fe católica romana. Sweet Grass era muy amable con el sacerdote y, a menudo, quería hablar de religión. En 1870 el jefe cri Sweet Grass se dejó bautizar y recibió el nombre de Abraham.

## Cultura
La responsabilidad de jefe dentro de los Cri variaba de una tribu a otra y cada una tenía distintos niveles de autoridad sobre la banda. Los jefes de la sociedad Cri fueron elegidos con el consentimiento de la banda. Si bien a veces recaía en el hijo mayor del jefe anterior, no se le asignaba el puesto a un hombre incompetente. Un jefe necesitaba ser un líder activo tanto en la paz como en la guerra. Era necesario distinguirse durante la guerra, como proveedor y como donante generoso para alcanzar la posición de jefe. La contribución más importante de un jefe era mantener la paz durante el día a día resolviendo las discusiones entre los demás miembros de la banda. La cantidad de poder ejercido por los jefes cri variaba de persona a persona.
La caza de búfalos y el comercio de pieles eran una parte vital de la supervivencia de los Cri. Las tribus Cri se movían según hábitos migratorios. A principios de 1870, los búfalos abundaban en las llanuras. En 1870, había cientos de miles, lo que proporcionó una inmensa cantidad de recursos para los Cri hasta el punto de que sólo pudieron tomar las partes preferidas de los Buffalo. Sin embargo, a medida que los colonos europeos llegaron a las llanuras canadienses, ese número disminuyó significativamente. En 1881, sólo quedaban unos doscientos búfalos en las llanuras. Los Cri dependían tanto de los búfalos que llegaron al punto de la inanicion. Además, a medida que la Compañía de la Bahía de Hudson se trasladó a las praderas, el comercio de pieles ofreció una fuente extremadamente importante de ingresos y bienes para los Cri. Sin embargo, la captura excesiva obligó a las tribus a desplazarse hacia el oeste para encontrar áreas forestales adecuadas.

## Organización política

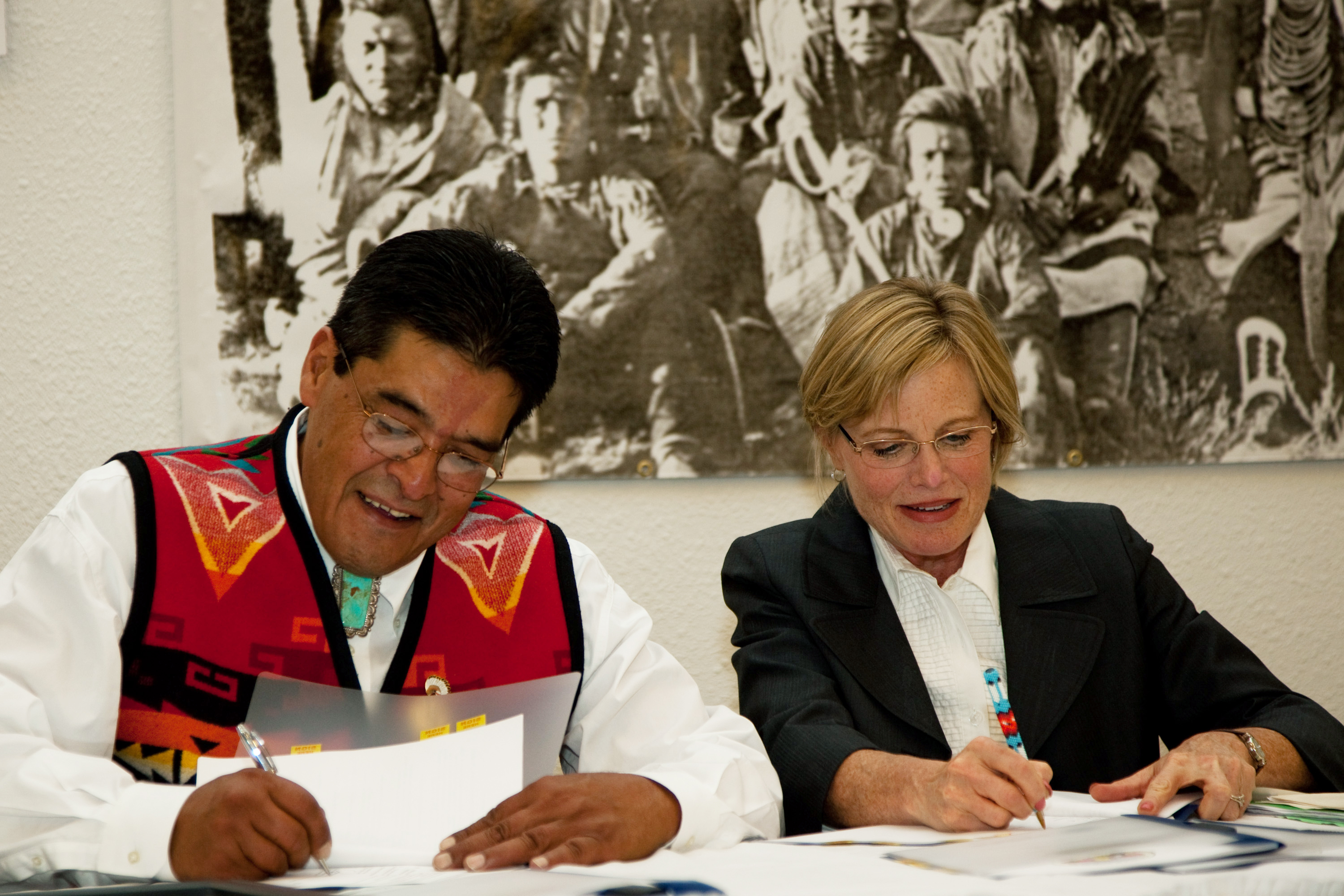
El presidente de la tribu Chippewa Cree, Raymond Parker Jr., firma un acuerdo con FEMA en la reserva india de Rocky Boy, Montana, el 17 de agosto de 2010.

Los cree son cazadores-recolectores, y la unidad básica de organización de los pueblos Cree era la logia, un grupo de quizás ocho o una docena de personas, generalmente familias de dos matrimonios relacionadas, que vivían juntos en el mismo wigwam (tienda abovedada) o tipi (tienda cónica), y la banda, que formaba el grupo de logias que se movían y cazaban juntos. En caso de desacuerdo, las logias podrían abandonar las bandas y éstas podrían formarse y disolverse con relativa facilidad. Sin embargo, como hay seguridad vivir en grandes números, todas las familias querrían formar parte de alguna banda, y el destierro se consideraba un castigo muy grave. Las bandas normalmente tenían fuertes vínculos con sus vecinos a través de matrimonios mixtos y se reunían en diferentes épocas del año para cazar y socializar juntos. Además de estas reuniones regionales, no existía una estructura formal de alto nivel, y las decisiones de guerra y paz se tomaban por consenso con los grupos aliados reunidos en consejo. Las personas podrían identificarse por su clan, que es un grupo de personas que afirman descender del mismo ancestro común; cada clan tendría un representante y un voto en todos los consejos importantes celebrados por la banda. 
Por lo general, cada banda permaneció independiente. Sin embargo, las bandas de habla cree tendían a trabajar juntas y con sus vecinos contra enemigos externos comunes. Los Cree que se trasladaron a las Grandes Llanuras y adoptaron la caza del bisonte, llamados desde entonces Cree de las Planicies, estaban aliados con los Assiniboine, la Nación Metis y los Saulteaux en lo que se conoció como la "Confederación de Hierro", una fuerza nativa importante en el Comercio de pieles estadounidense desde la década de 1730 hasta la de 1870. Los cree y los assiniboine fueron importantes intermediarios en las redes comerciales indias de estas llanuras del norte.
Cuando una banda iba a la guerra, nombraban a un comandante militar temporal, llamado okimahkan (traducido como "jefe de guerra"). Este cargo era diferente del del "jefe de paz", un líder que tenía un papel más parecido al de un diplomático. En el período previo a la Rebelión del Noroeste de 1885, Oso Grande era el líder de su banda, pero una vez que comenzó la lucha, Wandering Spirit se convirtió en líder de la guerra.

## Comunidades de las Primeras Naciones

### Naskapi
Los Naskapi son las Primeras Naciones Innu que habitan una región del noreste de Quebec y Labrador, Canadá. Los Naskapi son pueblos tradicionalmente nómadas, en contraste con los grupos territoriales Montagnais, uno de los segmentos de los Innu. El idioma y la cultura Naskapi son bastante diferentes de los Montagnais, en los que el dialecto cambia de y a n tal como en "Iiyuu" versus "Innu". Iyuw Iyimuun es el dialecto innu hablado por los naskapi. Hoy en día, los Naskapi están asentados en dos comunidades: Kawawachikamach de Quebec y Natuashish en Terranova de Labrador.
La Nación Naskapi de Kawawachikamach está ubicada en la aldea Naskapi de Kawawachikamach, 15 km (9,3 mi) al noreste de Schefferville, Quebec. El pueblo está asentado en la reserva del mismo nombre.
La Primera Nación Mushuau Innu, se encuentra en la comunidad de Natuashish, en Terranova y Labrador, la cual está asentada en la reserva Natuashish 2 en la costa de Labrador, en el extremo oeste de la provincia.

### Montagnais

#### Montagnais del Este
Los Innus de Ekuanitshit viven en su reserva de Mingan, Quebec, en la desembocadura del río Mingan en el río San Lorenzo en la Côte-Nord.
Por su parte, los Innu Takuaikan Uashat Mak Mani-Utenam con sede en Sept-Îles, Quebec, en la región Côte-Nord a orillas del río San Lorenzo. Poseen dos reservas: Maliotenam 27A, 16 kilómetros (9,9 mi) al este de Sept-Îles, y Uashat 27, dentro de los límites Sept-Îles.
La Nación Innu de Matimekush-Lac John tiene su sede en Schefferville, también en Quebec. Una de sus reservas, Matimekosh, es un enclave de Schefferville. El otro, Lac-John, se ubica a 2 km (1,2 mi) en las afueras de la ciudad.
La Primera Nación Innus de Nutashkuan se asienta en su reserva de Natashquan 1, escrito también Nutashkuan. La reserva está ubicada en la costa norte del Golfo de San Lorenzo en la desembocadura del río Natashquan.
Los Montagnais de Pakua Shipi se encuentran ubicados en la comunidad de Pakuashipi, Quebec, en la orilla oeste y a nivel de la desembocadura del Río San Agustín en la costa norte del Golfo de Saint Lawrence en la región de Côte-Nord. La comunidad se encuentra adyacente al asentamiento de Saint-Augustin.
Los Montagnais de Unamen Shipu fr se ubican en La Romaine, Quebec en la desembocadura del Olomane River en el golfo de Saint Lawrence. Tienen una reserva, la Romaine 2.
La Primera Nación Innu Sheshatshiu está ubicada en la comunidad de Sheshatshiu en Labrador y se encuentra aproximadamente 45 km (28,0 mi) al norte de Happy Valley-Goose Bay.

#### Montagnais occidentales
La Primera Nación Pekuakamiulnuatsh está ubicada en la reserva de Mashteuiatsh en la región Saguenay-Lac-Saint-Jean, 8 km (5 mi) al norte de Roberval, Quebec, en la costa occidental del lago Saint-Jean.
La Banda de Innus de Pessamit con sede en Pessamit, Quebec, se encuentra a unos 58 km (36,0 mi) al suroeste de Baie-Comeau a lo largo de la costa norte del río San Lorenzo en la desembocadura del río Betsiamites. Está al otro lado del río, directamente al norte de Rimouski, Quebec. Pessamit se encuentra a 358 km (222,5 mi) al noreste de la ciudad de Quebec. 
Innue Essipit tiene su sede en su reserva de Essipit, adyacente al pueblo de Les Escoumins, Quebec . La comunidad está en la orilla norte del río San Lorenzo en la desembocadura del río Escoumins en la Côte-Nord</link> región, 40 km (24,9 mi) al noreste de Tadoussac y 250 km (155,3 mi) al noreste de Quebec . 

### Atikamekw (Nehiraw)

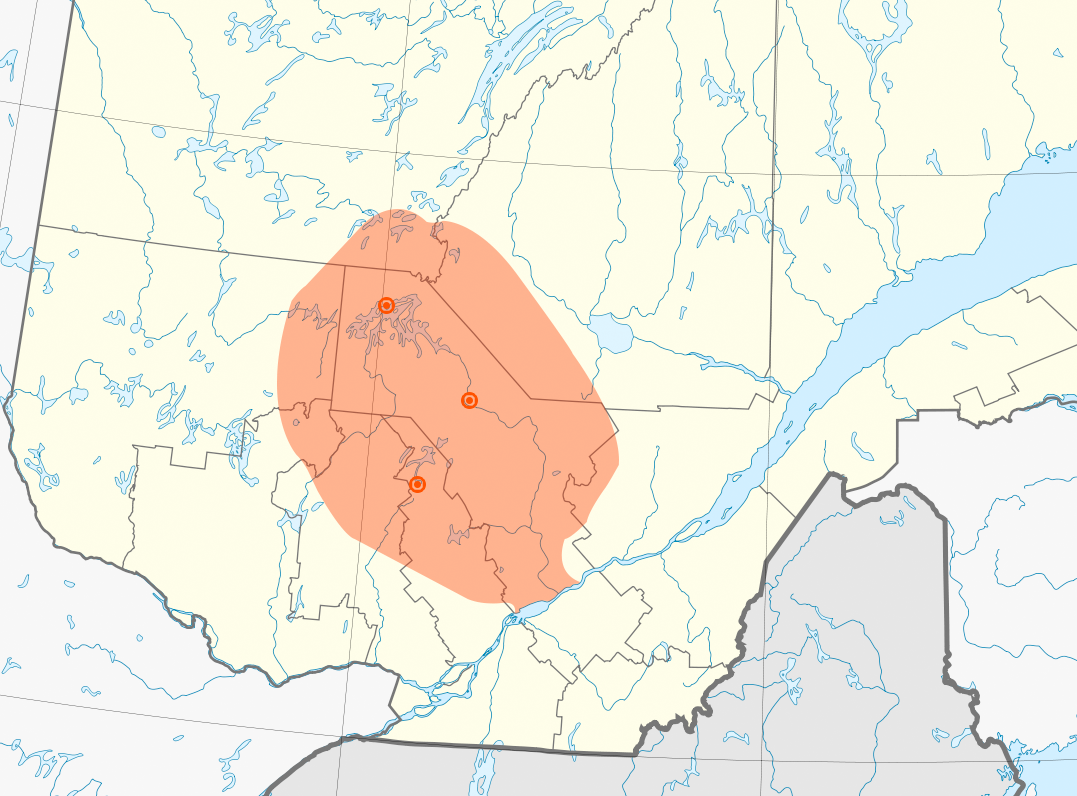
Mapa del asentamiento en Nitaskinan

El consejo de la Nación Atikamekw, oficialmente llamado Atikamekw Sipi – Conseil de la Nation Atikamekw, es un consejo tribal en Quebec, Canadá. Está compuesto por tres Primeras Naciones Atikamekw. El consejo tiene su sede en La Tuque, Quebec. Los Atikamekw son habitantes de la zona a la que refieren como Nitaskinan ("Nuestra Tierra"), en el valle superior del Río Saint-Maurice. Las Primeras Naciones del consejo incluyen:
- Atikamekw d'Opitciwan vive en Obedjiwan, Quebec, en la costa norte del Embalse Gouin en la región de Mauricie. Su reserva, Obedjiwan 28, contiene a la comunidad. Se encuentra aproximadamente 375 km (233 mi) por carretera al oeste de Saguenay y 375 km (233 mi) al este de Val-d'Or.[53]
- Atikamekw de Manawan tiene su sede en Manawan, Quebec, en la orilla suroeste del lago Métabeskéga en la región de Lanaudière. La reserva está ubicada 165 km (102,5 mi) por carretera al noreste de Mont-Laurier o 250 km (155,3 mi) al norte de Montreal.[54]
- Conseil des Atikamekw de Wemotaci en Wemotaci, Quebec, en la costa norte del río Saint-Maurice en la desembocadura del río Manouane en la región de Mauricie aproximadamente 165 km (102,5 mi) al norte de Trois-Rivières.[55] La Nación posee dos reservas; el primero está alrededor de Wemotaci, mientras que el segundo es Coucoucache 24 en la costa norte del embalse Blanc en el río Saint-Maurice.[56] Coucoucache 24 no está habitada y solo se puede acceder a ella en barco.

### Cree de la Bahia James
Eeyou Istchee es un territorio equivalente a un municipio regional de condado al Norte de Québec representado por el Gran Consejo de los Crees. El 24 de julio de 2012, el gobierno de Quebec firmó un acuerdo con la Nación Cree que resultó en la abolición del municipio vecino de Baie-James y la creación del nuevo Gobierno Regional de Eeyou Istchee James Bay, que atiende a los residentes de los alrededores de Jamésie y Eeyou Istchee para gobernar conjuntamente el territorio anteriormente gobernado por el municipio de Baie-James. Eeyou Istchee es un territorio de ocho enclaves dentro de Jamésie además de un enclave (Whapmagoostui) dentro del territorio de Kativik. Cada enclave es una combinación de una tierra reservada Cree y un municipio de aldea Cree, ambos con el mismo nombre.

Ubicación de Eeyou Istchee dentro de Quebec

- La nación Cree de Chisasibi se encuentra en la aldea Cree de Chisasibi en la costa sur del río La Grande en la costa este de la Bahía James . La reserva de la Nación es Chisasibi TC. [58] Se puede acceder a Chisasibi por carretera y por su aeropuerto. es 768 km (477,2 mi) al noroeste de Chibougamau por la Route du Nord y la carretera de la bahía de James . [59] (Chibougamau es 700 km (435 mi) por carretera al norte de Montreal).
- Eastmain (Cree Nation) está ubicado en Eastmain VC y Eastmain TC es la reserva. The Nation está ubicada en la costa este de James Bay, en la desembocadura del río Eastmain . [60] Eastmain es 619 km (384,6 mi) al noroeste de Chibougamau por la Route du Nord</link> y James Bay Road. [61]
- La Nación Cree de Mistissini tiene su sede en el pueblo Cree de Mistissini, ubicado en la esquina sureste del lago natural más grande de Quebec, el lago Mistassini . La reserva asociada es Mistissini TC. [62] Mistissini tiene 90 km (55,9 mi) al noreste de Chibougamau por la Ruta 167 .
- Cree Nation of Nemaska tiene su sede en Nemaska VC y su reserva es Nemaska TC ubicada en la orilla occidental del lago Champion. [63] El pueblo es la sede del Gran Consejo de los Crees. [64] Nemaska es 333 km (206,9 mi) al noroeste de Chibougamau, en el km 300 de la Route du Nord. [65]
- La nación Cree Oujé-Bougoumou está ubicada en la aldea Cree de Oujé-Bougoumou, a orillas del lago Opémisca . Oujé-Bougoumou se diferencia de las otras naciones de Eeyou Istchee porque no tiene una reserva asociada. [66] El pueblo es 60 km (37,3 mi) al oeste de Chibougamau.
- Los Crees de la Primera Nación Waskaganish están ubicados en Waskaganish VC en la desembocadura del río Rupert en la costa sureste de James Bay. La reserva asociada es Waskaganish TC. [67] Fundada en 1668 como Charles Fort, dos años antes de la creación de HBC, la comunidad se encuentra en el sitio del primer puesto de comercio de pieles de la Compañía de la Bahía de Hudson . Después de que se formó el HBC, la comunidad fue conocida como Fort Rupert, Rupert Fort o Rupert House en honor al Príncipe Rupert del Rin, el primer gobernador del HBC.
- La Primera Nación Cree de Waswanipi está ubicada en la aldea Cree de Waswanipi y la reserva es Waswanipi TC. [68] La Nación está ubicada cerca de la confluencia de los ríos Chibougamau y Waswanipi . [69]
- Cree Nation of Wemindji tiene su sede en Wemindji VC y su reserva es Wemindji TC. [70] El pueblo está en la costa este de James Bay en la desembocadura del río Maquatua y tiene 696 km (432,5 mi) al norte de Chibougamau por la Route du Nord.
- La Primera Nación de Whapmagoostui, ubicada en Whapmagoostui VC, es la aldea Cree más al norte, ubicada en la desembocadura del río Great Whale en la costa de la Bahía de Hudson en Kativik TE. El pueblo está justo al sur del río, mientras que el pueblo inuit de Kuujjuarapik está en la costa norte. [71]
- La Nación Cree de Washaw Sibi fue reconocida como la décima Comunidad de la Nación Cree en la Asamblea General Anual de la Nación Cree de 2003. [72] [73] La Nación aún no tiene una comunidad o reserva reconocida por los gobiernos de Canadá o Quebec, pero ha elegido un área a unos 40 minutos en coche al sur de Matagami. [74]

### Cree Moose
Los Cree Moose (en Cree: Mōsonī o Ililiw), también conocidos como Moosonee, se encuentran en el noreste de Ontario.
La Primera Nación Constance Lake es el único miembro Cree de las Primeras Naciones Matawa. Están ubicados en sus reservas, Constance Lake 92 y English River 66, en el distrito Cochrane, Ontario. 
El Consejo Mushkegowuk, con sede en Moose Factory, Ontario, representa a los jefes de siete Primeras Naciones de Ontario. Los miembros de Moose Cree son: Primera Nación Chapleau Cree, Primera Nación Kashechewan, Primera Nación Missanabie Cree, Primera Nación Moose Cree y Nación Taykwa Tagamou. La Primera Nación Chapleau Cree y sus dos reservas, Chapleau Cree Fox Lake y Chapleau 75, están ubicadas en las afueras de Chapleau, Ontario, en el distrito de Sudbury. La comunidad de la Primera Nación de Kashechewan está ubicada en la costa norte del río Albany en la Bahía James. La Compañía de la Bahía de Hudson estableció un puesto, Fort Albany, en este lugar entre 1675 y 1679. La Primera Nación de Kashechewan es una de las dos comunidades que se establecieron en Old Fort Albany, la otra es la Primera Nación de Fort Albany. Las dos naciones comparten la reserva Fort Albany 67.  La Primera Nación Cree de Missanabie firmó el Tratado 9 en 1906, pero no recibió tierras reservadas hasta 2018.  La reserva de Missanabie se encuentra en el área de Missanabie, Ontario.  La Primera Nación Cree Moose tiene su sede en Moose Factory en el distrito Cochrane. Moose Factory fue fundada en 1672-1673 por Charles Bayly, el primer gobernador extranjero de la Compañía de la Bahía de Hudson, y fue el segundo puesto de la compañía en territorio canadiense. Fue el primer asentamiento inglés en lo que hoy es Ontario. La Nación cuenta con dos reservas: Factory Island 1 en Moose Factory Island, una isla en el río Moose, a unos 16 kilómetros (9,9 mi) desde su desembocadura en James Bay; y Moose Factory 68, una extensión de terreno de unos 15 kilómetros (9,3 mi) aguas arriba del río Moose.  La Nación Taykwa Tagamou tiene dos reservas, New Post 69, y su reserva principal, New Post 69A en las afueras de Cochrane, Ontario, a lo largo del río Abitibi . 
El Consejo Tribal Wabun es un consejo de jefes regionales con sede en Timmins, Ontario, que representa a las Primeras Naciones Ojibway y Cree en el norte de Ontario. Los miembros de Moose Cree son: Primera Nación de Brunswick House y Primera Nación de Matachewan .  Las reservas de Brunswick House son Mountbatten 76A y Duck Lake 76B ubicadas en el distrito de Sudbury cerca de Chapleau, Ontario.  La Primera Nación Matachewan está en la reserva Matachewan 72 cerca del municipio de Matachewan en el distrito de Timiskaming . 

### Cree del Pantano

#### Ubicado en Ontario
La Primera Nación de Fort Severn y su reserva, Fort Severn 89,ubicada en la desembocadura del río Severn en la Bahía de Hudson, es la comunidad más nortena de Ontario. Es miembro del Consejo Keewaytinook Okimakanak.
El Consejo Mushkegowuk, con sede en Moose Factory, Ontario, representa a los jefes de siete Primeras Naciones de Ontario. Los miembros de Swampy Cree son: Fort Albany First Nation y Attawapiskat First Nation. Fort Albany First Nation está ubicado en Fort Albany, Ontario, en la costa sur del río Albany en James Bay.La reserva, Fort Albany 67, se comparte con la Primera Nación de Kashechewan. La Primera Nación Attawapiskat está ubicada en la desembocadura del río Attawapiskat en la Bahía James. La comunidad está en la reserva Attawapiskat 91A. La reserva Attawapiskat 91 tiene 27 000 hectáreas (66 718,4 acre) en ambas orillas del río Ekwan, 165 kilómetros (102,5 mi) aguas arriba de la desembocadura en James Bay. 
Independiente de un consejo tribal es la Primera Nación Weenusk ubicada en Peawanuck en el distrito de Kenora.  La comunidad estaba ubicada en su reserva de Winisk 90 en la desembocadura del río Winisk en James Bay  pero la comunidad fue destruida en la inundación de Winisk de 1986 y tuvo que ser reubicada en Peawanuck. 

#### Ubicado en Manitoba
El Consejo Tribal Keewatin tiene su sede en Thompson, Manitoba, que representa a once Primeras Naciones, de las cuales cinco son Cree del Pantano, en todo el norte de Manitoba.  Fox Lake Cree Nation tiene su sede en Gillam, 248 kilómetros (154,1 mi) al noreste de Thompson por la Carretera Provincial 280 (PR 280), y tiene varias reservas a lo largo del río Nelson. La Primera Nación Shamattawa está ubicada en su reserva, Shamattawa 1,  a orillas del río Gods, donde se une el río Echoing. La comunidad es muy remota; sólo está conectada por vía aérea o por caminos de hielo invernal con otras comunidades de las Primeras Naciones. La nación Cree Tataskweyak está ubicada en la comunidad de Split Lake, Manitoba, dentro de la reserva Split Lake 171, 144 kilómetros (89,5 mi) al noreste de Thompson por la PR 280, en el lago del mismo nombre en el sistema del río Nelson.  War Lake First Nation posee varias reservas, pero está ubicada en la reserva Mooseocoot en la comunidad de Ilford, Manitoba, 35 kilómetros (21,7 mi) al este de York Landing.  York Factory First Nation tiene su base en la reserva de York Landing, 30 kilómetros (18,6 mi) al sur del lago Split en ferry.  York Factory fue un asentamiento y puesto comercial de la Hudson's Bay Company (HBC), establecido en 1684, en la costa de la Bahía de Hudson, en la desembocadura del río Hayes .  En 1956, se cerró el puesto comercial y la comunidad se trasladó tierra adentro al sitio actual. 
El Consejo Tribal Cree del Pantano es, como su nombre indica, un consejo tribal de siete Primeras Naciones Cree de los Pantanos en el norte de Manitoba y tiene su sede en The Pas. La nación Chemawawin Cree (también Rocky Cree) tiene su base en su reserva Chemawawin 2, adyacente a Easterville, Manitoba, 200 kilómetros (124,3 mi) al sureste de El Pas.  La Primera Nación Mathias Colomb (también Rocky Cree) está ubicada en la comunidad de Pukatawagan en la reserva Pukatawagan 198.  La nación Misipawistik Cree (también Rocky Cree) está ubicada cerca de Grand Rapids, Manitoba, 400 kilómetros (248,5 mi) al norte de Winnipeg en la desembocadura del río Saskatchewan en su desembocadura en el lago Winnipeg.  La nación Mosakahiken Cree (también Rocky Cree) está ubicada alrededor de la comunidad de Moose Lake a unos 63 kilómetros (39,1 mi) al sureste de The Pas en su reserva principal, Moose Lake 31A.  La nación Opaskwayak Cree (también Rocky Cree) tiene varias reservas, pero la mayor parte de la población vive en la reserva Opaskwayak 21E, inmediatamente al norte y al otro lado del río Saskatchewan desde The Pas.  La Nación Cree Sapotaweyak está ubicada en la reserva Shoal River 65A adyacente a la comunidad de Pelican Rapids, a unos 82 kilómetros (51,0 mi) al sur de El Pas.  La Primera Nación Wuskwi Sipihk tiene varias reservas, pero la reserva principal es el Lago de los Cisnes 65C, que contiene el asentamiento de Indian Birch, a unos 150 kilómetros (93,2 mi) al sur de El Pas. 
No afiliado a ningún consejo tribalse encuentran: Nación Cree de Fisher River,  Primera Nación Marcel Colomb,  y Nación Cree de la Casa de Noruega .  Nación Cree Fisher River, ubicada aproximadamente 177 kilómetros (110 mi) al norte de Winnipeg en Koostatak en el lago Winnipeg, controla las reservas Fisher River 44 y 44A.  La Primera Nación Marcel Colomb está ubicada fuera del lago Lynn en la reserva Black Sturgeon en el lago Hughes, 289 kilómetros (179,6 mi) al noroeste de Thompson por la carretera provincial 391 .  Noruega House Cree Nation está ubicada en Noruega House, que se encuentra en la sección Playgreen Lake del sistema del río Nelson en el lado norte del lago Winnipeg.  En 1821, la Casa de Noruega se convirtió en el principal depósito de comercio de pieles del interior de la Compañía de la Bahía de Hudson.  La Casa de Noruega fue también el lugar donde se firmó el Tratado 5 .  Controlan más de 80 reservas, desde menos de 2 hectáreas (4,9 acre) hasta la más grande, la Casa 17 de Noruega, con más de 7600 hectáreas (18 780 acre) .  La nación es una de las más pobladas de Canadá con 8599 personas a November 2021. 

#### Ubicado en Saskatchewan
El Gran Consejo del Príncipe Alberto tiene su sede en Prince Albert, Saskatchewan y es propiedad de doce Primeras Naciones, de las cuales tres son Cree de las Planicies.  Cumberland House Cree Nation tiene su sede en Cumberland House, Saskatchewan, en la reserva Cumberland House Cree Nation 20, 60 millas (96,6 km) al suroeste de Flin Flon, Manitoba. Cumberland House, fundada en 1774 por Samuel Hearne, fue el sitio del primer puesto de comercio de pieles del HBC en el interior.  La Primera Nación Tierra Roja está ubicada en la comunidad de Tierra Roja, a orillas del río Carrot, en la reserva Carrot River 29A. Muy cerca se encuentra la reserva Tierra Roja 29, a unos 75 kilómetros (46,6 mi) al este de Nipawin .  Shoal Lake Cree Nation está ubicada en el lago Pakwaw, en la reserva Shoal Lake 28A, 92 kilómetros (57,2 mi) al este de Nipawin. 

### Cree del bosque

#### Rocky Cree (Asinīskāwithiniwak[128])
qEl Consejo Tribal Keewatin, descrito en Cree del Pantano, también representa a las Primeras Naciones Rocky Cree en Manitoba.  La Primera Nación de las Tierras Barren está ubicada en la costa norte del lago Reindeer, cerca de la frontera con Saskatchewan. Tiene una reserva, Brochet 197, 256 kilómetros (159,1 mi) al noroeste de Thompson, contiguo al pueblo de Brochet. La nación Bunibonibee Cree está ubicada a lo largo de la costa oriental del lago Oxford en la cabecera del río Hayes . La Nación controla varias reservas siendo la reserva principal Oxford House 24 adyacente a la comunidad de Oxford House, Manitoba, 160 kilómetros (99,4 mi) al sureste de Thompson.  La Primera Nación de God's Lake está ubicada en el área de God's Lake Narrows en la orilla de God's Lake . La reserva principal es el Lago de Dios 23, 240 kilómetros (149,1 mi) al sureste de Thompson. La Nación Manto Sipi Cree también vive en God's Lake en la comunidad de God's River en la reserva God's River 86A. Todas las comunidades Rocky Cree del Consejo Tribal Keewatin son remotas; Solo está conectado por aire y carretera de hielo durante los meses de invierno.
Cinco de las Primeras Naciones del Consejo Tribal Swampy Cree contienen poblaciones de Rocky Cree: la nación Cree Chemawawin, la primera nación Mathias Colomb, la nación Cree Misipawistik, la nación Cree Mosakahiken y la nación Cree Opaskwayak . 
En Saskatchewan, el Gran Consejo Príncipe Alberto, descrito en Swampy Cree, también tiene miembros Rocky Cree.  La Primera Nación de Lac La Ronge es una de las Primeras Naciones más pobladas de Canadá con una población registrada de 11.604 a November 2021.  La Nación tiene su sede en La Ronge en la reserva Lac la Ronge 156, pero tiene otras comunidades en otras reservas.  La Ronge está 250 kilómetros (155,3 mi) al norte de Prince Albert en el extremo norte de la autopista 2 de Saskatchewan . La Primera Nación del Lago Montreal, en sus reservas del Lago Montreal 106, está en la orilla sur del Lago Montreal, 93 kilómetros (57,8 mi) al norte de Prince Albert.  Peter Ballantyne Cree Nation también es una Primera Nación poblada con 11,563 personas a November 2021.  La Nación tiene ocho comunidades y controla una gran cantidad de reservas; el centro administrativo es Pelican Narrows, Saskatchewan, 80 kilómetros (49,7 mi) al noreste de Flin Flon, Manitoba.  La Primera Nación de Sturgeon Lake está ubicada en la reserva Sturgeon Lake 101 en la costa este de Sturgeon Lake, a unos 29 kilómetros (18,0 mi) al noroeste de Prince Albert. 
No afiliados a ningún consejo tribal se incluyen la Primera Nación Cross Lake,  la Nación Cree Nisichawayasihk, y la Nación Cree O-Pipon-Na-Piwin .  La Primera Nación de Cross Lake es una nación populosa con una población registrada de 9,138 personas a November 2021.  The Nation está en Cross Lake, Manitoba, en la reserva Cross Lake 19, 80 kilómetros (49,7 mi) al norte del lago Winnipeg.  La Nación Cree Nisichawayasihk tiene su sede en Nelson House, Manitoba, en la reserva Nelson House 170 ubicada a 19 kilómetros (11,8 mi) al sur de Thompson.  La Nación Cree O-Pipon-Na-Piwin está ubicada en el asentamiento de South Indian Lake, 130 kilómetros (80,8 mi) al noroeste de Thompson.  La Primera Nación Marcel Colomb, incluida en Swampy Cree, también tiene una población de Rocky Cree.

#### Cree del Bosque (Sakāwithiniwak / nīhithawak)
La Primera Nación Cree de Canoe Lake tiene su sede en Canoe Narrows, Saskatchewan, en la reserva Canoe Lake 165. La Nación es miembro del Consejo Tribal de Meadow Lake.
La Nación Bigstone Cree tiene su sede en Wabasca, Alberta, a unos 100 kilómetros (62,1 mi) al noreste de Slave Lake, en la reserva Wabasca 166A .  La Nación no está asociada a un Consejo Tribal.  Bigstone Cree Nation se dividió en dos bandas en 2010, un grupo continuó con el nombre propio y el otro se convirtió en Primera Nación  Peerless Trout First Nation . 
La Primera Nación Fort McMurray está ubicada en las reservas Gregoire Lake 176 y 176A ubicadas a unos 35 kilómetros (21,7 mi) al sureste de Fort McMurray cerca de Anzac, Alberta en el lago Gregoire. Son el único miembro Cree del Consejo Tribal de Athabasca.
El Consejo Tribal Kee Tas Kee Now tiene su sede en Atikameg, Alberta y cuenta con cinco miembros: La Primera Nación de Loon River tiene su sede en Red Earth Creek con reservas al oeste inmediato cerca de Loon Lake. La Banda Lubicon Lake tiene su sede en el asentamiento de Little Buffalo, aproximadamente 80 kilómetros (49,7 mi) al este del río Peace. La Primera Nación Peerless Trout está ubicada en Peerless Lake en la reserva Peerless Trout 238, a unos 45 kilómetros (28,0 mi) al oeste de Red Earth Creek. Whitefish Lake First Nation tiene su sede en Atikameg, en la costa occidental del lago Utikuma en la reserva Utikoomak Lake 155, 61 kilómetros (37,9 mi) al norte de High Prairie. La Primera Nación Woodland Cree está ubicada en la aldea de Cadotte Lake en la reserva Woodland Cree 226, 48 kilómetros (29,8 mi) al noreste del río Peace.
El Consejo Regional Indio de Lesser Slave Lake, con sede en la ciudad de Slave Lake, Alberta, es, como su nombre indica, un Consejo Tribal de las Primeras Naciones que rodean Lesser Slave Lake . Los países miembros incluyen:  La Primera Nación Driftpile, con sede en Driftpile, en la reserva Drift Pile River 150, 70 kilómetros (43,5 mi) al oeste del lago Slave.  La Primera Nación Kapawe'no tiene su sede en Grouard, cerca de High Prairie . Tienen seis reservas, ubicadas predominantemente al oeste del Lago Lesser Slave.  La Primera Nación Sawridge tiene su sede en Slave Lake y las dos reservas, Sawridge 150G y 150H, están adyacentes a la ciudad.  La Primera Nación de Sucker Creek tiene su sede en Enilda, 10 kilómetros (6,2 mi) al este de High Prairie, en la reserva Sucker Creek 150A. Por su parte, la Primera Nación del Río Swan, cerca de Kinuso, 40 kilómetros (24,9 mi) al oeste de Slave Lake, controla las reservas Swan River 150E y Assineau River 150F . 
La nación Cree de Little Red River tiene su sede en el asentamiento de John D'Or Prairie, Alberta, 48 kilómetros (29,8 mi) al este de Fort Vermilion, en la reserva John D'Or Prairie 215. Son miembros del Consejo Tribal de Paz del Norte con sede en High Level, Alberta.
La Primera Nación Cree Mikisew tiene su sede en la comunidad de Fort Chipewyan en el extremo occidental del lago Athabasca, aproximadamente a 225 kilómetros (139,8 mi) al norte de Fort McMurray. No son miembros de un consejo tribal. Fort Chipewyan, uno de los asentamientos europeos más antiguos de Alberta, fue establecido en 1788 por la North West Company como un puesto de comercio de pieles.
El Consejo Tribal Cree Occidental tiene su sede en Valleyview, Alberta . Las naciones miembros de este consejo Cree son: La Primera Nación de Duncan tiene su sede en Brownvale, adyacente a la reserva Duncan's 151A, 39 kilómetros (24,2 mi) al suroeste del río Peace.  La nación Cree de Sturgeon Lake se encuentra en la reserva Sturgeon Lake 154, 10 kilómetros (6,2 mi) al oeste de Valleyview. 